# Batalla de Ali Masjid
La batalla de Ali Masjid tuvo lugar el 21 de noviembre de 1878 y fue el combate que abrió la segunda guerra anglo-afgana entre las fuerzas británicas, bajo el mando del teniente general Samuel James Browne, y las fuerzas afganas, bajo el mando de Ghulam Haider Khan. La ofensa percibida tras la negativa de un general afgano a permitir la entrada en el país a un embajador británico fue usada como excusa para atacar la fortaleza de Ali Masjid, y la batalla que inició la guerra. A pesar de los numerosos reveses, incluyendo la pérdida o disgregación de la mitad de sus tropas, los británicos tuvieron la fortuna de que los afganos abandonaran su posición durante la noche.

## Contexto
Durante la batalla de Jamrud en 1837, Dost Mohammed Khan había construido la fortaleza de Ali Masjid para asegurar su soberanía sobre la región de Jáiber. Sin embargo, la fortaleza fue capturada solo dos años más tarde por un contingente de 11.000 tropas al mando del teniente coronel Claude Martin Wade, el 26 de julio de 1839.
El 21 de septiembre, dos meses antes de la batalla, el embajador británico, general Neville Chamberlain, había intentado entrar en Kabul, pero se le ordenó que se retirara por orden de Faiz Muhammad, comandante de Ali Masjid. Los británicos dieron un ultimátum para que Sher Ali se disculpara por el incidente.
El 23 de octubre, fue enviado un grupo de exploradores para reconocer la fortaleza, y evaluó las defensas afganas en preparación para una invasión.

## Batalla

### Preparación
La 1.ª Brigada había comenzado el entrenamiento para el ataque durante el verano, mientras que el resto estaban estacionados en las Colinas de Miree.
En el ocaso del 20 de noviembre de 1878, unos 1700 hombres de la 2.ª Brigada del Ejército de Campo Valle Peshawar, dieron comienzo su marcha al costado para auxiliar a Browne en su ataque al fuerte Ali Masjid, en el que custodiaba el paso Jáiber. La oscuridad generó confusión y llevó a los hombres y animales a desviarse; esto fue a las 10 de la noche, antes de que todo el ejército alcanzara el asentamiento de Lahore, del que estaban a solo 5,5 km, lejos de Ali Masjid.
La 1.ª Brigada llevó aproximadamente 1900 hombres, que en su mayoría fueron relegados por los puttees que ellos usaban en lugar de las polainas, en el que se ajustan alrededor de las piernas, debido al clima y a los fuertes calambres. Este batallón no alcanzó el asentamiento de Lahore hasta las 6 de la madrugada del 21 de noviembre, así como el primer batallón se preparaba para abandonar, no obstante prosiguieron con su marcha. El coronel Jenkins guio a los exploradores en esta brigada.
Debido al calor, al insuficiente suministro de agua y a la carencia de áreas sombreadas, el brigadier-general J. A. Tytler hizo un llamado de alto en Pani Pal. Mientras que el resto descansaba, Tytler decidió comprobar si su flanco izquierdo y retaguardia estaban en peligro. Como Jenkins guiaba a un grupo externo de los exploradores a las colinas, se sintió un eco por los aires, en el cual Jenkins afirma que eran disparos de armas pesadas. Tytler decidió que el mejor curso de acción debía ser si se quedaba en Pani Pal con algunos hombres, y Jenkins guiaba al resto hacia adelante; de esta manera, Tytler fue capaz de defender la retaguardia de las tropas de Jenkins debiendo la necesidad de avanzar.

### Defensa afgana
Los afganos tenían 24 cañones. Cuando las tropas de Browne estaban ubicadas primeramente en el cerro Shagai, había solo 8 cañones montados en su defensa, en el lado sur, del fuerte; sobre la llegada de tropas al cerro Shagai, se presentaron dos cañones más para defender este lado. Fue puesto un solo cañón para proteger el fuerte como protección contra un ataque desde el sector del río Jáiber. Orientado a los cerros Rotas, se establecieron cinco cañones por los hombres de Ali Masjid.

### Tiroteo
La caballería afgana defendió la cima del cerro Shagai, por eso es que Browne ordenó abrir un ataque frontal, alrededor de las 10 de la noche, en el que se llevó una contra respuesta de disparos por parte de los afganos antes de que ellos se despeñaran, guiados por la 81.ª Infantería, 14 de Sijs y un equipo de artillería de montaña para seguir con el avance dentro del sitio de Ali Masjid. El comandante H. B. Pearson guio a los señaleros hasta alcanzar el cerro Sarkai y envió a los heliógrafos para comunicarse con las tropas estacionadas en Jamrud.
La artillería abrió fuego en la madrugada, con fuentes que desacuerdan de que lado comenzaron las hostilidades. Como los británicos que corrieron a traer sus propias armas pesadas hasta el cerro, las tropas de MacPherson abrieron fuego desde el flanco derecho de la fortaleza. Dentro de una hora, los británicos poseían cañones de 40 lb y de 9 lb siendo sustituidos por una pieza de artillería, mientras los afganos estaban sin el equipamiento necesario y con solo una bola de cañón como munición, más que los propios proyectiles. Alrededor de las 2 de la madrugada, dos disparos británicos de 40 libras, golpearon y colapsaron el bastión central de la fortaleza, silenciando a un "duro" cañón afgano de 7 libras.
Este golpe menor llevó a la infantería en seguir avanzando hacia el fuerte. La 3.ª Brigada se acercó a la derecha, mientras que la 4.ª Brigada también se acercó de las cuestas hacia la izquierda. Sin embargo, mientras la tercera brigada venía como "asalto a distancia" a la fortaleza, las operaciones habían sido suspendidas al anochecer, a la espera de que continuara en la mañana. Esto tuvo un efecto devastador en la 3.ª brigada, quienes intentaron retraerse, pero un número de tropas no recibieron la orden y mantuvieron el avance sin sus camaradas.

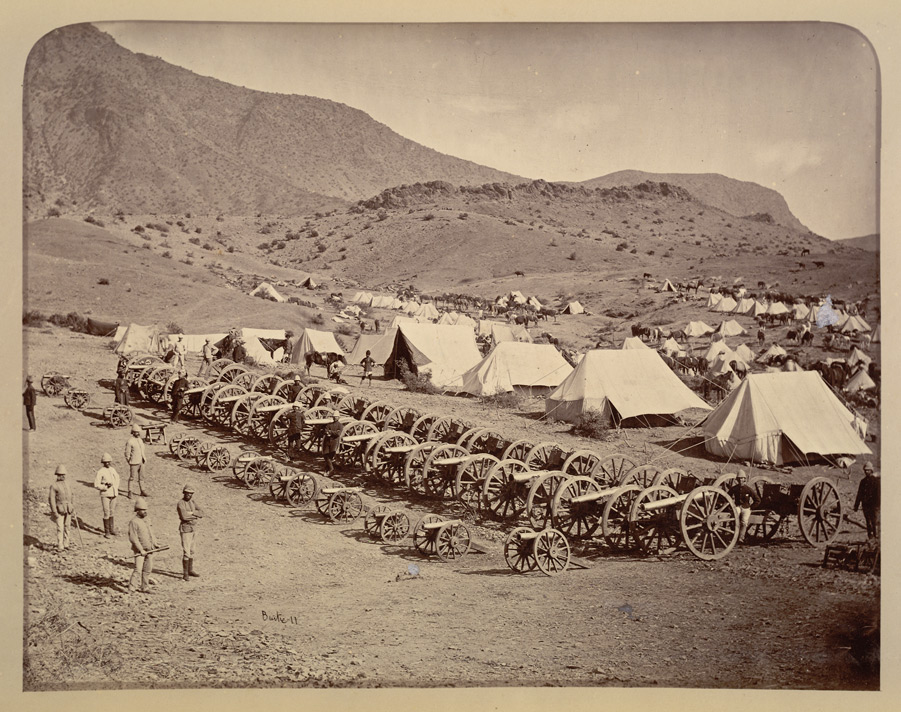
Armas afganas, abandonadas durante la retirada.

El capitán J. G. Maclean tomó el lado derecho del cerro, y el comandante Henry Holwell Birch la izquierda con banda de sijs de la 27.ª Infantería Nativa Bengalí en la que comanda. Estos se encontraron tempranamente bajo fuego cruzado de los afganos, y Maclean resultó herido con un disparo en su hombro. Birch y unos pocos hombres llegaron a acudirlos en su rescate, pero fueron atacados y muertos. El teniente Thomas Otho FitzGerald, tomó 15 hombres de la 27.ª Punyab y se acercaron para ayudar a Birch, pero fue "herido dos veces en el ataque, atacado por tercera vez y murió en el acto", mientras que cuatro de sus hombres murieron y seis resultaron heridos. También para Birch y Fitzgerald, el capitán Maclean fue herido, además de 4 artilleros y 20 cipayos.
Finalmente, como los británicos se retiraron por la noche, Jenkins envió a sus exploradores hasta la cima del cerro Turhai.

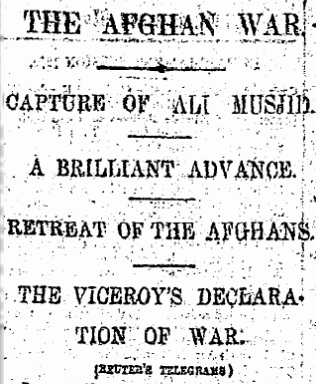
El artículo de Reuters que se publicó en el Irish Times.

Cuando los británicos se levantaron en la mañana para continuar la batalla, el teniente J. J. S. Chisholme de la 9.ª de Lanceros, reportó que los afganos han abandonado la fortaleza durante la noche. La retirada de los afganos dejó atrás aproximadamente 40 heridos, 21 cañones y comida aprovechada por los británicos. Sin saberlo Browne, 300 de los fugitivos afganos tropezaron accidentalmente con la 1.ª Brigada, quienes estaban solo llegando en posición durante la noche, fueron tomados prisioneros. Browne dio órdenes de no operar en el país al sur de Jáiber, así que no fue capaz de seguir la retirada de los afganos como si lo hicieron en su camino a través del Valle Bazar.
En toda la batalla, los británicos descargaron 639 rondas de artillería y 11.250 ráfagas de munición de armas ligeras. Los cuerpos de los británicos muertos fueron enterrados en un pequeño cementerio en el que permanece hoy como un recuerdo de la batalla, mientras que los oficiales fueron trasladados a Peshawar para su entierro.

## Consecuencias
La victoria británica significó que el acceso septentrional a Kabul fuese dejada casi indefensa por las tropas afganas. Browne fue capaz de alcanzar Daca con relativa comodidad, y pasó el invierno acampando, seguramente en Jalalabad.
Ocho miembros de las tropas nativas que lucharon con los británicos fueron condecorados con la Orden del Mérito India.
Después de la batalla, Sher Ali no aceptó solicitar ayuda militar a los rusos, pese a su insistencia de que debía solicitar los términos de rendición de los británicos.

## Fuerzas británicas: orden de batalla

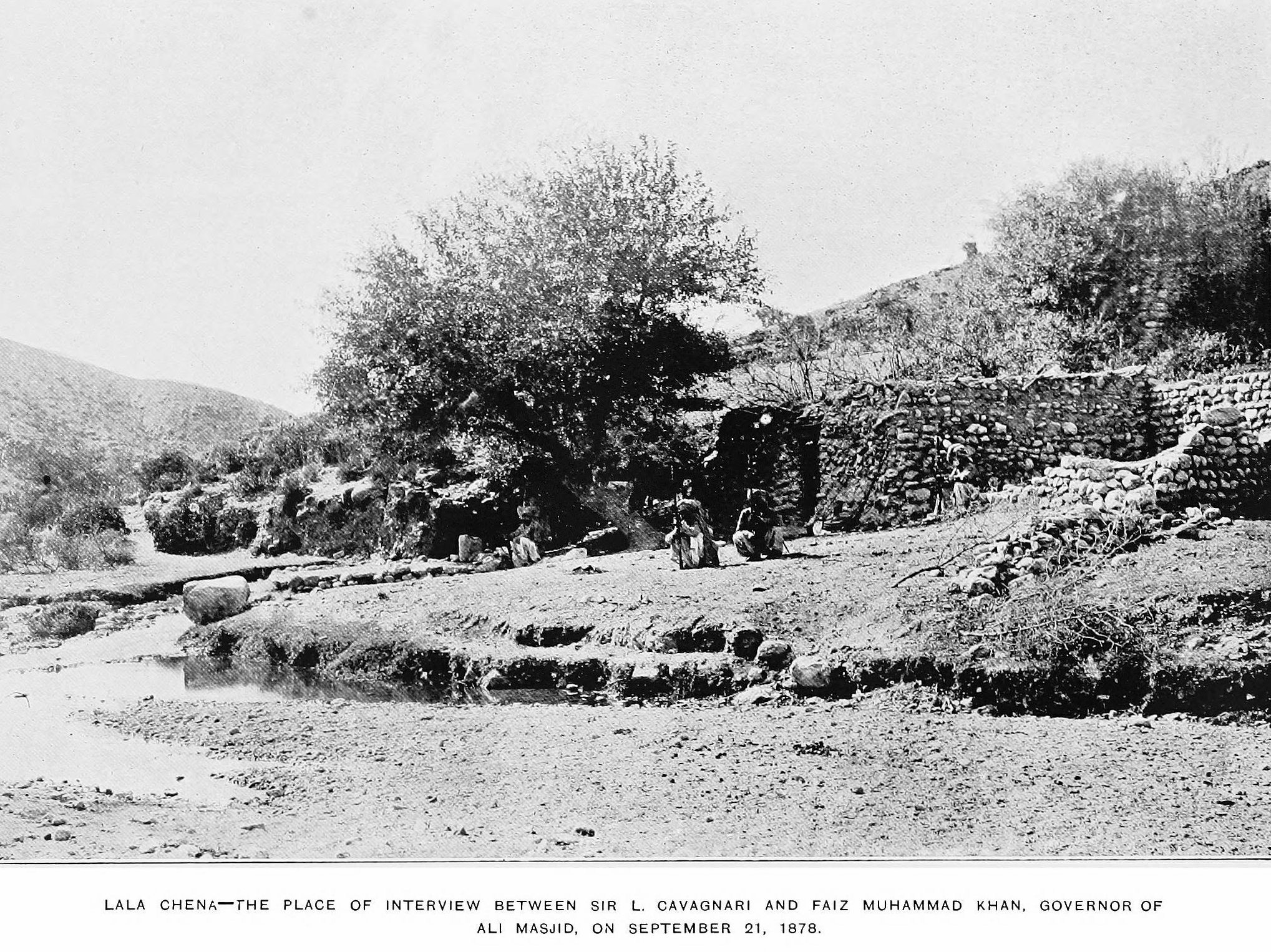
Tropas afganas en el sitio donde Cavagnari se desvió.

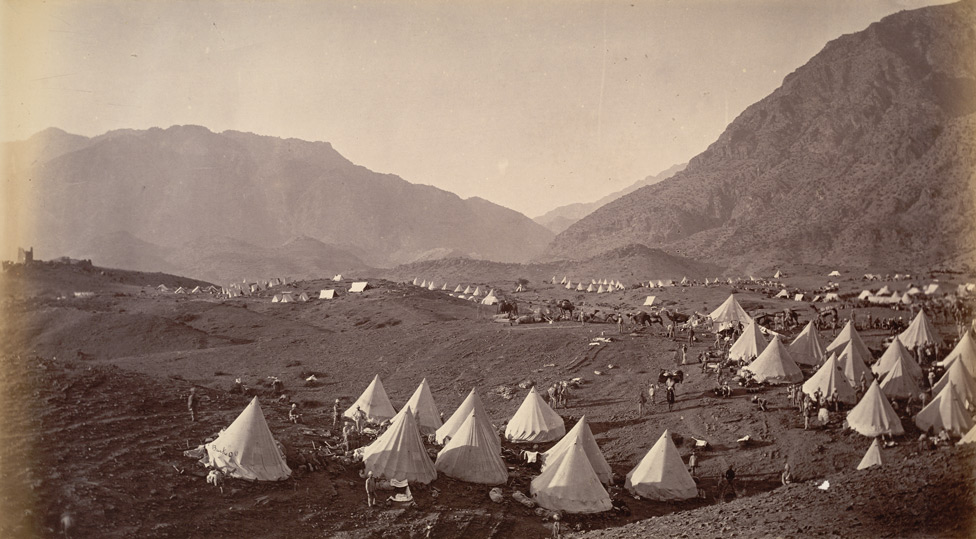
Tropas británicas acampadas en el cerro Shagai.

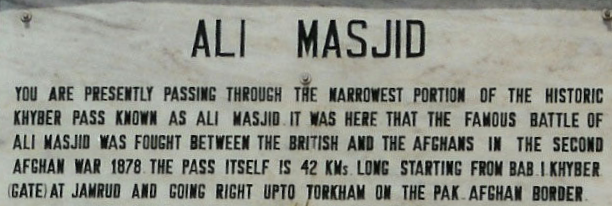
La enseña en el sitio actual, donde se conmemora la batalla.

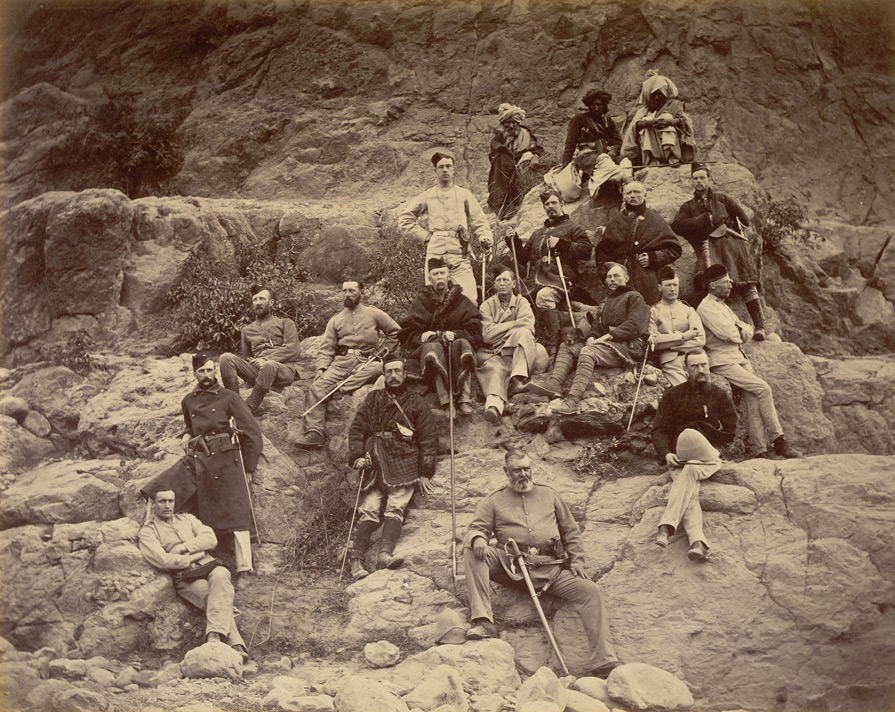
Hombres de la Infantería Yorkshire, de la Cuarta Brigada.

Teniente-general Sir Samuel J. Browne (comando total de la Fuerza de Campo Valle Peshawar)
- Brigada de Caballería
- Comandante: Brigadier-general Sir Charles J. S. Gough
  - 10a Real Húsares (2 escuadrones)
  - 12a Lanceros Reales Príncipe de Gales
    - Lt. G. L. Bryan, Col. E. A. Wood, Maj. St. Quintin, Ltc. Combe, Ltc. Gough, Cpt. Wilson, Cpt. Greenwood, Lt. Allsopp,

  - Guías de Caballería
- Artillería Real
- Comandante: Coronel W. J. Williams
  - 1 Batería a Caballo
  - 1 Batería de Campo
  - 3 Baterías Pesadas
  - 21a (Kohat) Batería de Montaña (Fuerza de Frontera)
  - 22a (Derajat) Batería de Montaña (Fuerza de Frontera)
  - 24a (Hazara) Batería de Montaña (Fuerza de Frontera)
- Primera Brigada de Infantería
- Comandante: Brigadier-general H. T. MacPherson
  - 4° Batallón Brigada de Rifleros
  - 20° Punyabís de Brownlow
  - 4° Rifleros de Gurkha
- Segunda Brigada de Infantería
- Comandante: Brigadier-general J. A. Tytler
  - 1.er Batallón Regimiento Leicestershire
    - Col. Utterson, Mayor Moir, Mayor Vulliamy, Cpt. Anderson, Cpt. Creed, Cpt. Hyslop, Cpt. Stewart Savile

  - Guías de Infantería
  - 51a Sijs
- Tercera Brigada de Infantería
- Comandante: Brigadier-general Frederick E. Appleyard
  - 81o Voluntarios Leales de Lincolnshire
  - 14a Sijs
  - 27a Infantería Nativa Bengalí
- Cuarta Brigada de Infantería
- Comandante: Brigadier-general W. Browne
  - 51.ª Infantería Ligera Propia del Rey de Yorkshire
    - Col. Acton, Mayor Graeme, Mayor Seppings, Cpt. Spragge, Cpt. Lloyd, Cuarto-maestre Murray

  - 6a Infantería Ligera Jat
  - 45a Sijs
- Otras unidades
  - Brigada de Rifleros (Propia del Consorte del Rey)
    - Mayor St. Paul, Mayor Mansel, Cpt. Cholmondeley, Cpt. Hornby, teniente Wilson, Cuarto-maestre Hone